# Tour des Alpes-Maritimes et du Var 2023
Il Tour des Alpes-Maritimes et du Var 2023, cinquantacinquesima edizione della corsa, valida come prova dell'UCI Europe Tour 2023 categoria 2.1, si svolse in tre tappe dal 17 al 19 febbraio 2023 su un percorso totale di 517,7 km con partenza da Saint-Raphaël e arrivo a Vence, in Francia. 
La vittoria fu appannaggio del francese Kévin Vauquelin, il quale completò il percorso in 11h37'58", alla media di 42,768 km/h, precedendo il connazionale Aurélien Paret-Peintre e lo statunitense Neilson Powless.
Sul traguardo di Vence 101 ciclisti, sui 122 partiti da Saint-Raphaël, portarono a termine la competizione.

## Tappe
| Tappa  | Data        | Percorso                                  | km    | Vincitore di tappa     | Leader cl. generale |
| ------ | ----------- | ----------------------------------------- | ----- | ---------------------- | ------------------- |
| 1ª     | 17 febbraio | Saint-Raphaël > Ramatuelle                | 187   | Kévin Vauquelin        | Kévin Vauquelin     |
| 2ª     | 18 febbraio | Mandelieu-la-Napoule > Antibes Azur Aréna | 178,9 | Mattias Skjelmose      | Kévin Vauquelin     |
| 3ª     | 19 febbraio | Villefranche-sur-Mer > Vence              | 131,8 | Aurélien Paret-Peintre | Kévin Vauquelin     |
| Totale | Totale      | Totale                                    | 497,7 |                        |                     |

## Squadre e corridori partecipanti
| N.    | Cod. | Squadra                      |
| ----- | ---- | ---------------------------- |
| 1-7   | ARK  | Team Arkéa-Samsic            |
| 11-17 | GFC  | Groupama-FDJ                 |
| 21-2  | COF  | Cofidis                      |
| 31-36 | TFS  | Trek-Segafredo               |
| 41-47 | ACT  | AG2R Citroën Team            |
| 51-57 | EFE  | EF Education-EasyPost        |
| 61-67 | DSM  | Team DSM                     |
| 71-77 | LDD  | Lotto Dstny Development Team |
| 81-87 | TEN  | TotalEnergies                |

| N.      | Cod. | Squadra                          |
| ------- | ---- | -------------------------------- |
| 91-97   | UXT  | Uno-X Pro Cycling Team           |
| 101-107 | Q36  | Q36.5 Pro Cycling Team           |
| 111-117 | BWB  | Bingoal WB                       |
| 121-127 | GRL  | Go Sport-Roubaix Lille Métropole |
| 131-137 | AUB  | St Michel-Mavic-Auber93          |
| 141-147 | LPT  | Leopard Togt Pro Cycling         |
| 151-157 | AQD  | Astana Qazaqstan Dev. Team       |
| 161-166 | UCN  | CIC U Nantes Atlantique          |
| 171-177 | NMC  | Nice Métropole Côte d'Azur       |

## Dettagli delle tappe

### 1ª tappa
- 17 febbraio: Saint-Raphaël > Ramatuelle – 187 km

Risultati
| Pos. | Corridore       | Squadra  | Tempo    |
| ---- | --------------- | -------- | -------- |
| 1    | Kévin Vauquelin | Arkéa    | 4h23'07" |
| 2    | Neilson Powless | EF       | a 5"     |
| 3    | Kevin Geniets   | Groupama | s.t.     |

| Pos. | Corridore       | Squadra  | Tempo    |
| ---- | --------------- | -------- | -------- |
| 1    | Kévin Vauquelin | Arkéa    | 4h22'57" |
| 2    | Neilson Powless | EF       | a 9"     |
| 3    | Kevin Geniets   | Groupama | a 11"    |

### 2ª tappa
- 18 febbraio: Mandelieu-la-Napoule > Antibes Azur Aréna – 178,9 km

Risultati
| Pos. | Corridore         | Squadra | Tempo    |
| ---- | ----------------- | ------- | -------- |
| 1    | Mattias Skjelmose | Trek    | 4h06'19" |
| 2    | Neilson Powless   | EF      | s.t.     |
| 3    | Kévin Vauquelin   | Arkéa   | s.t.     |

| Pos. | Corridore       | Squadra  | Tempo    |
| ---- | --------------- | -------- | -------- |
| 1    | Kévin Vauquelin | Arkéa    | 8h29'12" |
| 2    | Neilson Powless | EF       | a 7"     |
| 3    | Kevin Geniets   | Groupama | a 14"    |

### 3ª tappa
- 19 febbraio: Villefranche-sur-Mer > Vence – 131,8 km

Risultati
| Pos. | Corridore         | Squadra | Tempo    |
| ---- | ----------------- | ------- | -------- |
| 1    | A. Paret-Peintre  | AG2R    | 3h08'45" |
| 2    | Mattias Skjelmose | Trek    | a 5"     |
| 3    | Kévin Vauquelin   | Arkéa   | s.t.     |

| Pos. | Corridore        | Squadra | Tempo     |
| ---- | ---------------- | ------- | --------- |
| 1    | Kévin Vauquelin  | Arkéa   | 11h37'58" |
| 2    | A. Paret-Peintre | AG2R    | a 7"      |
| 3    | Neilson Powless  | EF      | a 10"     |

## Evoluzione delle classifiche
| Tappa              | Vincitore              | Classifica generale Maglia gialla | Classifica a punti Maglia verde | Classifica scalatori Maglia rossa | Classifica giovani Maglia bianca | Classifica a squadre |
| ------------------ | ---------------------- | --------------------------------- | ------------------------------- | --------------------------------- | -------------------------------- | -------------------- |
| 1ª                 | Kévin Vauquelin        | Kévin Vauquelin                   | Kévin Vauquelin                 | Julien Bernard                    | Kévin Vauquelin                  | Team Arkéa-Samsic    |
| 2ª                 | Mattias Skjelmose      | Kévin Vauquelin                   | Mattias Skjelmose               | Mathieu Burgaudeau                | Kévin Vauquelin                  | Groupama-FDJ         |
| 3ª                 | Aurélien Paret-Peintre | Kévin Vauquelin                   | Mattias Skjelmose               | David Gaudu                       | Kévin Vauquelin                  | Groupama-FDJ         |
| Classifiche finali | Classifiche finali     | Kévin Vauquelin                   | Mattias Skjelmose               | David Gaudu                       | Kévin Vauquelin                  | Groupama-FDJ         |

Maglie indossate da altri ciclisti in caso di due o più maglie vinte
- Nella 2ª tappa Jean-Louis Le Ny ha indossato la maglia verde al posto di Kévin Vauquelin e Mattias Skjelmose ha indossato quella bianca al posto di Kévin Vauquelin.

## Classifiche finali

### Classifica generale
| Pos. | Corridore         | Squadra  | Tempo     |
| ---- | ----------------- | -------- | --------- |
| 1    | Kévin Vauquelin   | Arkéa    | 11h37'58" |
| 2    | A. Paret-Peintre  | AG2R     | a 7"      |
| 3    | Neilson Powless   | EF       | a 10"     |
| 4    | Kevin Geniets     | Groupama | a 19"     |
| 5    | Mattias Skjelmose | Trek     | a 26"     |
| 6    | Felix Gall        | AG2R     | a 42"     |
| 7    | David Gaudu       | Groupama | a 43"     |
| 8    | Romain Bardet     | DSM      | a 44"     |
| 9    | Anthony Perez     | Cofidis  | s.t.      |
| 10   | Torstein Træen    | Uno-X    | s.t.      |

### Classifica a punti - Maglia verde
| Pos. | Corridore         | Squadra    | Punti |
| ---- | ----------------- | ---------- | ----- |
| 1    | Mattias Skjelmose | Trek       | 30    |
| 2    | A. Paret-Peintre  | AG2R       | 24    |
| 3    | Kévin Vauquelin   | Arkéa      | 24    |
| 4    | Neilson Powless   | EF         | 22    |
| 5    | Jean-Louis Le Ny  | Nice Metr. | 10    |

### Classifica scalatori - Maglia rossa
| Pos. | Corridore          | Squadra       | Punti |
| ---- | ------------------ | ------------- | ----- |
| 1    | David Gaudu        | Groupama      | 34    |
| 2    | Romain Bardet      | DSM           | 18    |
| 3    | Romain Grégoire    | Groupama      | 16    |
| 4    | A. Paret-Peintre   | AG2R          | 16    |
| 5    | Mathieu Burgaudeau | TotalEnergies | 12    |

### Classifica giovani - Maglia bianca
| Pos. | Corridore           | Squadra   | Tempo     |
| ---- | ------------------- | --------- | --------- |
| 1    | Kévin Vauquelin     | Arkéa     | 11h37'58" |
| 2    | Mattias Skjelmose   | Trek      | a 26"     |
| 3    | Romain Grégoire     | Groupama  | a 1'29"   |
| 4    | Lennert Van Eetvelt | Lotto DT  | s.t.      |
| 5    | Thomas Gachignard   | St Michel | a 1'38"   |

### Classifica a squadre
| Pos. | Squadra               | Tempo     |
| ---- | --------------------- | --------- |
| 1    | Groupama-FDJ          | 34h55'49" |
| 2    | AG2R Citroën Team     | a 50"     |
| 3    | Trek-Segafredo        | a 2'55    |
| 4    | EF Education-EasyPost | a 7'25"   |
| 5    | Cofidis               | a 9'29"   |